# Купер, Эмма

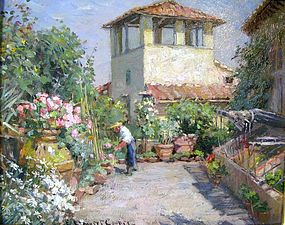
Эмма Купер, Villa Terrace

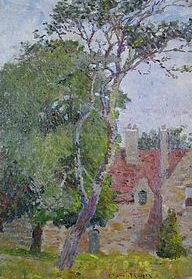
Эмма Купер, Stone House

Эмма Купер (англ. Emma Lampert Cooper; 1855—1920) — американская художница и педагог, жена художника Колина Купера.

## Биография
Родилась 24 февраля 1855 года в деревне Нанда, штат Нью-Йорк, в семье Henry Lampert и Jenette Smith. В семье была ещё старшая Мэри, две младшие сёстры — Кэрри и Аделла, а также младший брат Генри. Отец происходил из немецкой семьи, занимавшейся кожевенным делом, родившись в Ганновере. Позже все жили в Рочестере, штат Нью-Йорк, где их отец занимался продажей кож. В июне 1863 года он записался для участия в Гражданской войне. Умер 10 июня 1880 года.
Окончила колледж Wells College в городке Аврора, штат Нью-Йорк в 1875 году, став впоследствии одним из основателей Восточно-американской ассоциации выпускников этого колледжа. Когда в 1877 году в Рочестере организовался Rochester Art Club. Она стала его первым вице-президентом, сотрудничая с клубом до 1895 года. С 1870 по 1886 годы Эмма имела собственную студию в историческом здании Powers Building в Рочестере, где заметно влияла на городское арт-сообщество.
Затем продолжила своё образование в нью-йоркской Лиге студентов-художников у Уильяма Чейза и в институте Cooper Union. В середине 1880-х годов в течение полутора лет училась в Париже в Académie Delécluse и в 1891 году в Нидерландах у Jacob Simon Hendrik Kever. С 1891 по 1893 Купер преподавала живопись и был художественным-директором в Foster School города Clifton Springs, штат Нью-Йорк. С 1893 по 1897 годы преподавала в рочестерском Mechanics Institute (ныне Rochester Institute of Technology).
В 1897 году, работая и живя в Дордрехте, Нидерланды, Эмма встретила художника Колина Купера, за которого вышла замуж 9 июня 1897 года в Рочестере. С 1898 по 1902 годы они находились за границей. В течение года жили в колонии художников в голландском местечке Ларен. Затем вернулись и жили в Нью-Йорке, продолжая много путешествовать по миру, побывав даже в Индии в 1913 году.
Эмма Купер была участницей многих выставок. Получила награду на Всемирной выставке в Чикаго в 1893 году и выставке Cotton States and International Exposition в Атланте в 1895 году. Была награждена золотой медалью American Art Society на выставке в Филадельфии в 1902 году. Выставлялась на Всемирной выставке в Сент-Луисе, завоевав бронзовые медали. Её произведения экспонировались на Всемирной выставке в Париже 1900 года. Много выставлялась вместе с мужем в США.
Также была членом многих художественных сообществ, включая Пенсильванскую академию изящных искусств и Нью-Йоркский акварельный клуб; Women’s International Art Club в Лондоне и Women’s Art Association в Канаде; Woman’s Art Club и National Arts Club; Rochester Art Club и Philadelphia Water Color Club.
Умерла от туберкулёза 30 июля 1920 года в местечке Питсфорд, штат Нью-Йорк, в доме своей сестры миссис Джон Стил (англ. John Steele) и была похоронена на кладбище Mount Hope Cemetery Рочестере. Документы, относящиеся к Эмме и её мужу, находятся в рукописном фонде библиотеки River Campus Libraries университета University of Rochester.
Интересно, что Эмма с мужем были среди пассажиров первого класса пассажирского лайнера «Карпатия» следовавшего из Нью-Йорка в Гибралтар в апреле 1912 года, когда его команда вместе с пассажирами участвовала в спасении выживших пассажиров «Титаника». Колин Купер впоследствии сделал несколько картин на эту тему.